# チャールズ・ロバート・アシュビー
チャールズ・ロバート・アシュビー（Charles Robert Ashbee、1863年5月17日 - 1942年5月23日）はイギリスの建築家、工芸家、著作家である。芸術と工芸の共同体、「ギルド・オブ・ハンディクラフト」の創設者である。

## 略歴
ロンドン西部のハウンズロー・ロンドンのアイズルワースで生まれた。父親のヘンリー・スペンサー・アシュビーは裕福な実業家、書籍収集家として知られ、匿名の『我が秘密の生涯』の著者と推定されている人物で、母親はユダヤ系ドイツ人の商人の娘で、父親は母方の祖父の商社のロンドン支店長を務めていた。バークシャーのウェリントン・カレッジ(Wellington College)やケンブリッジ大学のキングス・カレッジで学んだ後、1882年から教会の建築を専門とする建築家のジョージ・フレデリック・ボドリーのもとで修業した。
1888年にロンドンに工芸学校、Guild and School of Handicraftを設立し、同じ年に工芸家たちと設立した共同体、ギルド・オブ・ハンディクラフトは成功し、1900年には、ロンドンのギルドで働く職人は150人を超えた。金属加工場も作られ、銀食器や宝飾品なども制作された。1898年に建築家のベイリー・スコットに協力し、ヘッセン大公エルンスト・ルートヴィヒの邸の家具を制作した。1900年にギルドの製品はウィーン分離派の展覧会に展示された。1896年にはアメリカを訪れ、フランク・ロイド・ライトと知り合い友人となっている。
1902年にギルドをグロスタシャーのチッピング・カムデンに移した。ギルドの運営を1908年まで行った。
第一次世界大戦中はカイロ大学でイギリス文学を教え、1918年から1922年まで、イギリス委任統治領パレスチナの行政のアドバイザーやエルサレムの古代建築物保存のために働いた。イギリスに帰国後は、ケント州セブノークスで過ごし、建築家として働いた。

## 作品

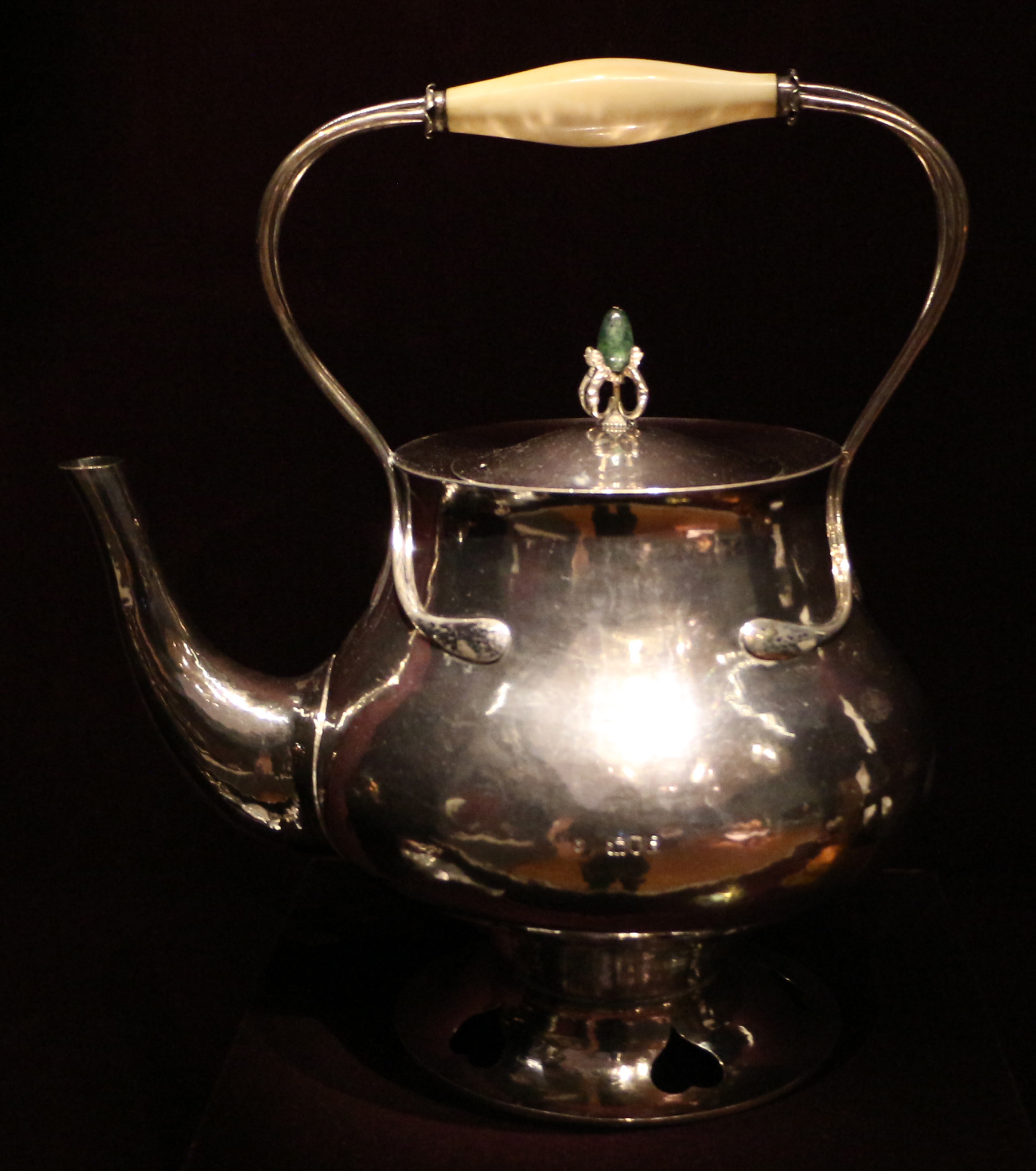
銀器
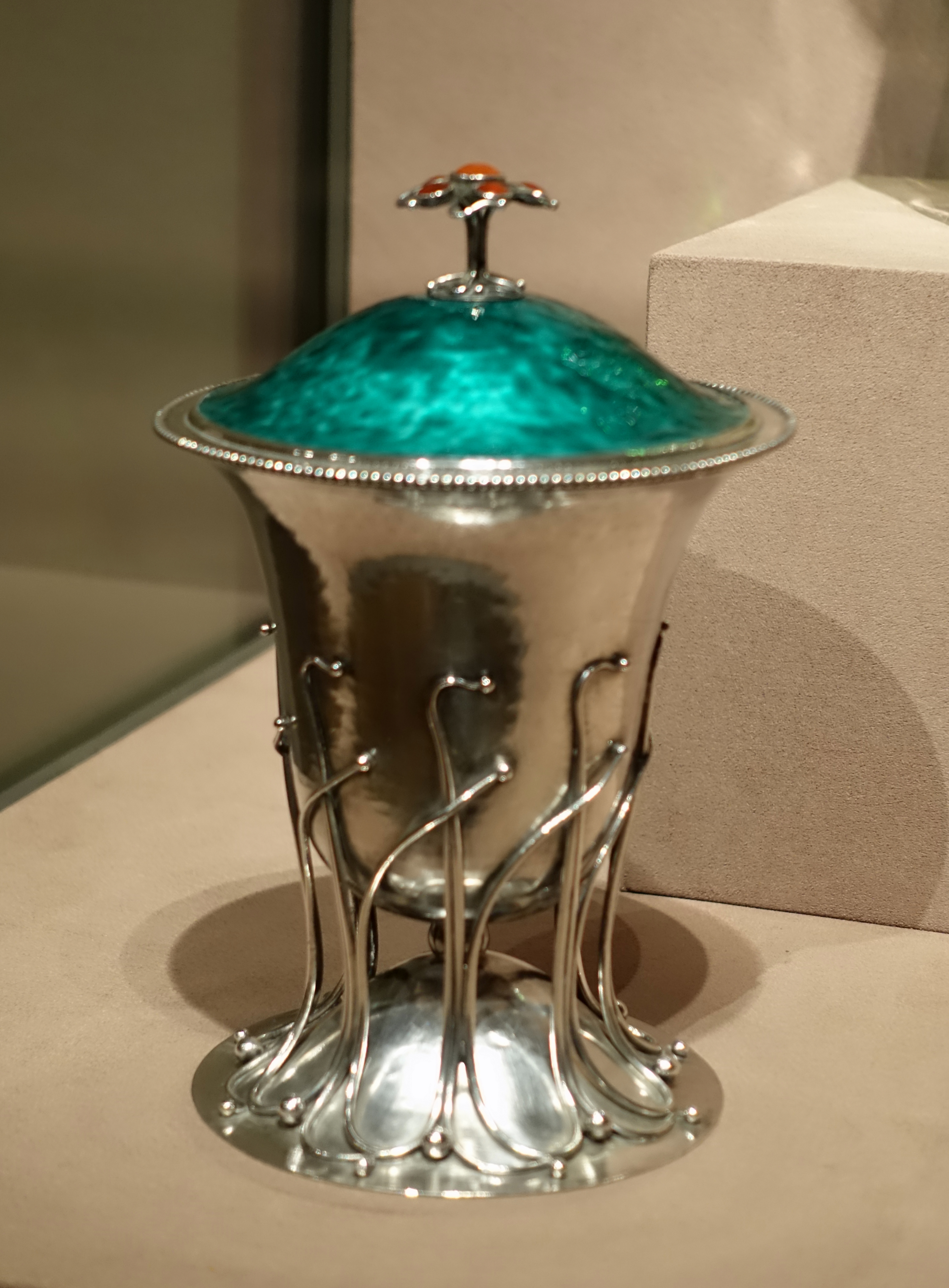
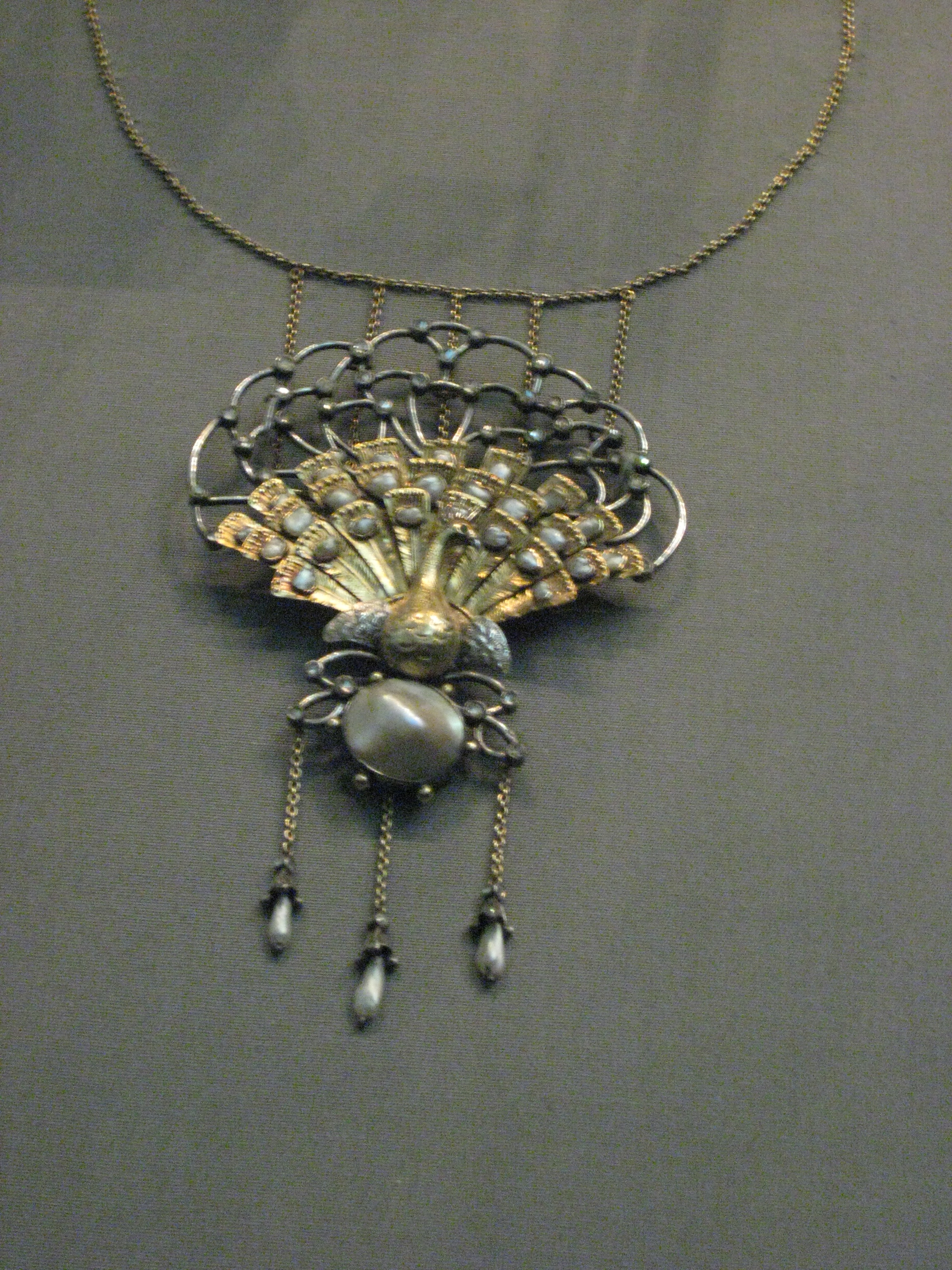
宝飾品
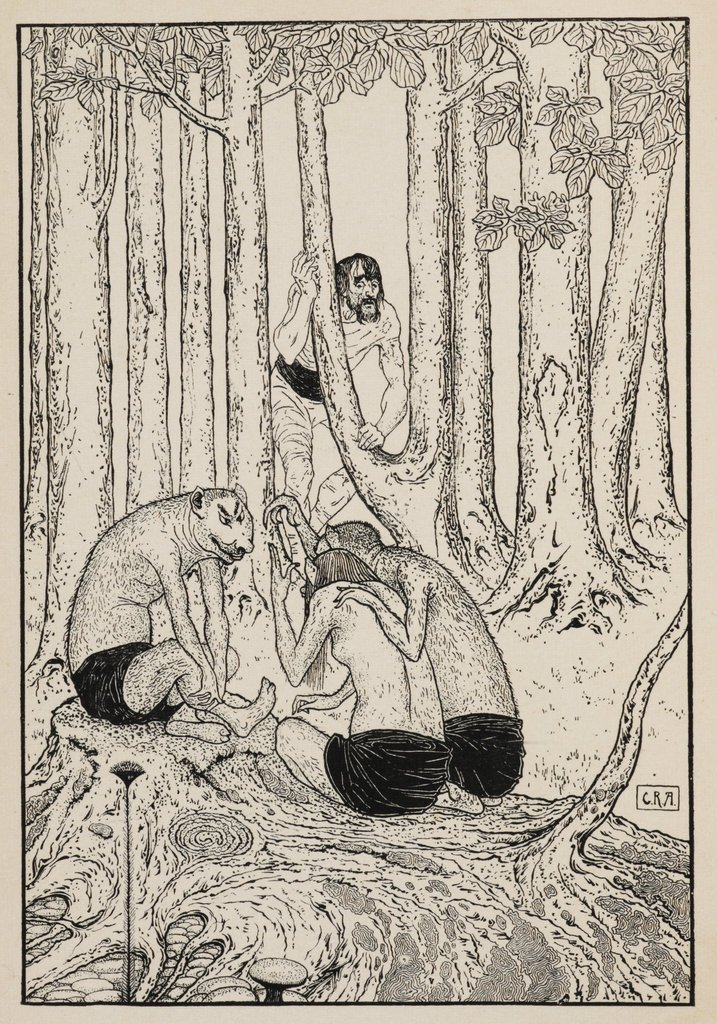
「モロー博士の島」の挿絵

## 著作
- A Book of Cottages, 1906
- Little Houses, 1906
- Craftsmanship in Competitive Industry,1908
- Modern English Silverwork, 1909